# Christian Samuel Weiss
Pour les articles homonymes, voir Weiss.

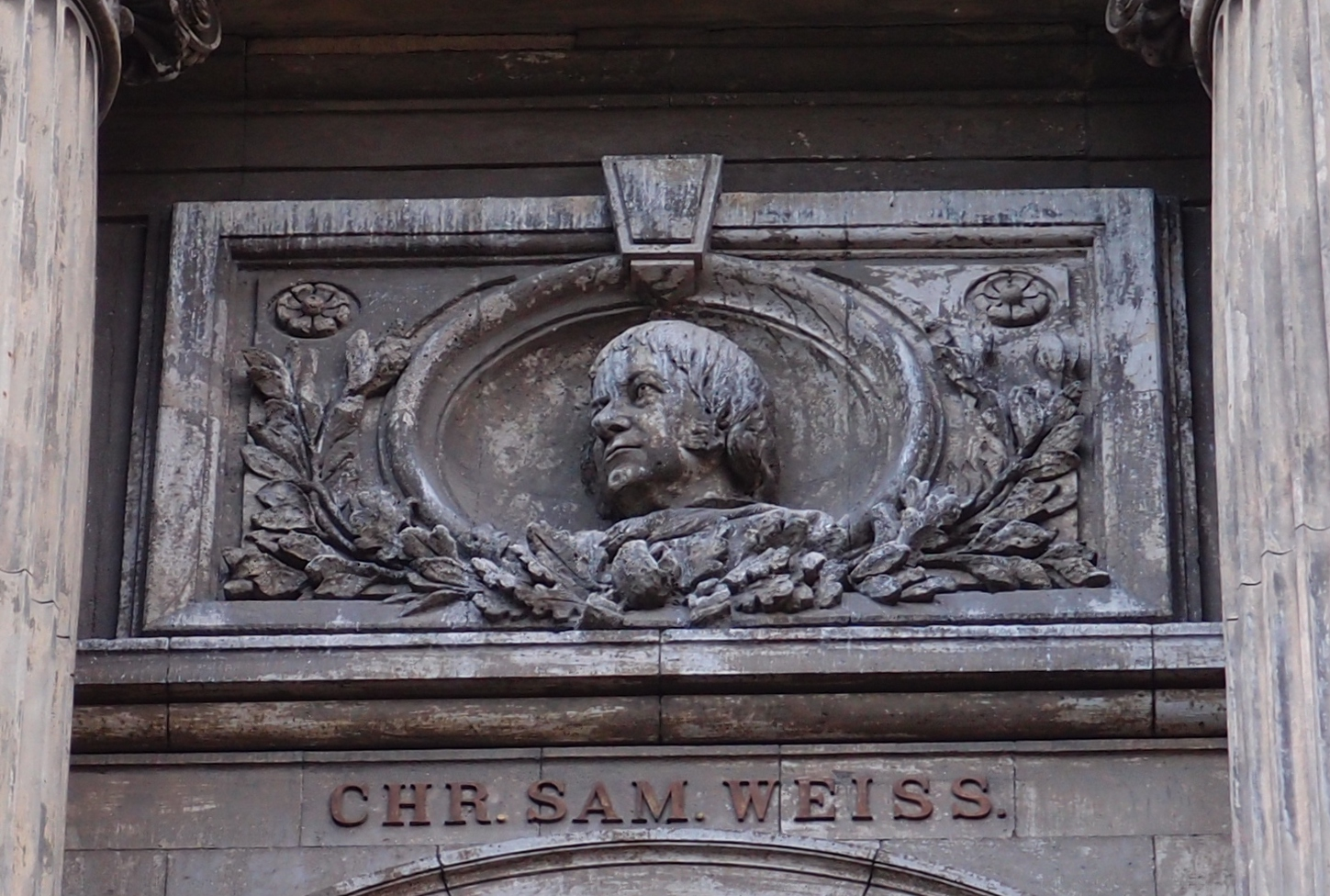
Christian Samuel Weiss ; bas-relief en façade du musée d'Histoire naturelle de Berlin.

Christian Samuel Weiss (né le 26 février 1780 à Leipzig; mort le 1er octobre 1856 dans les environs d'Egra en royaume de Bohême) est un minéralogiste et cristallographe saxon. Il est l'un des pères de la cristallographie mathématique et énonça notamment la seconde loi cristallographique (« loi de rationalité »). Son neveu Christian Ernst Weiss (de) sera géologue et phytopaléontologue.

## Biographie
Christian Samuel Weiss est le fils du théologien de Leipzig, Christian Samuel Weiss (1738–1805), sa mère est Christiana Johanna Schmidt (née en 1748). Il étudie à l’Université de Leipzig sous la direction du chimiste Klaproth, qui s'occupait surtout de minéralogie : l’ingénieur des mines et minéralogiste de l’École des Mines de Berlin, Dietrich Ludwig Karstens, l'aidait à traduire le manuel de René Just Haüy, qui exerça toujours une forte influence sur la pensée de Christian Weiss. Weiss termine ses études à l’École des mines de Berlin, dont il sort diplômé en 1802, et où il était membre de l'association étudiante Erzgebirgischen Landsmannschaft (qui fusionnera en 1821 avec le Corps Montania (de)).  Il soutient en 1803 sa thèse d'habilitation à Leipzig, voyage dans les Alpes au Tyrol, en Suisse et en France de 1806 à 1808, et à son retour se voit confier la chaire de Physique de l’université de Leipzig.
Dès 1810, il est appelé comme professeur de Mineralogie à l’Université Frédéric-Guillaume de Berlin récemment créée. C'est à ce poste qu'il donne à la Minéralogie sa forme mathématique par une approche descriptive et naturaliste et pose les bases de la morphologie cristalline. Weiss insiste sur l'importance des directions principales des cristaux, et énonce la loi fondamentale de la cristallographie relative aux zones de Weiss. Il énonce une définition rigoureuse de la notion de système cristallin et publie ses conclusions dans son traité Sur la classification naturelle des systèmes cristallins (Über die natürlichen Abteilungen der Krystallisationssysteme, 1813). Il est élu membre de l'Académie Leopoldina en 1818.
Weiss sera par deux fois recteur de l'Université de Berlin (années académiques 1818-19 et 1832-33). Son œuvre scientifique et académique est récompensée en 1853 par l'attribution de la médaille Pour le Mérite für Wissenschaft und Künste.